# Liste der Biografien/Baly
Liste der Biografien |
Portal Biografien |
Personensuche
# |
A |
B |
C |
D |
E |
F |
G |
H |
I |
J |
K |
L |
M |
N |
O |
P |
Q |
R |
S |
T |
U |
V |
W |
X |
Y |
Z |
?
 
Ba |
Be |
Bd |
Bg |
Bh |
Bi |
Bj |
Bl |
Bm |
Bn |
Bo |
Br |
Bs |
Bu |
Bw |
By |
Bz
 
Baa |
Bab |
Bac |
Bad |
Bae |
Baf |
Bag |
Bah |
Bai |
Baj |
Bak |
Bal |
Bam |
Ban |
Bao |
Bap |
Baq |
Bar |
Bas |
Bat |
Bau |
Bav |
Baw |
Bax–Baz
 
Bala |
Balb |
Balc |
Bald |
Bale |
Balf |
Balg |
Balh |
Bali |
Balj |
Balk |
Ball |
Balm |
Baln |
Balo |
Balp |
Balq |
Bals |
Balt |
Balu |
Balv |
Balw |
Baly |
Balz
Die Liste der Biografien führt alle Personen auf, die in der deutschsprachigen Wikipedia einen Artikel haben. Dieses ist eine Teilliste mit 8 Einträgen von Personen, deren Namen mit den Buchstaben „Baly“ beginnt.

## Baly
- Baly, Slaheddine (1926–2002), tunesischer Politiker

### Balya
- Balyan, Garabed Amira (1800–1866), osmanisch-armenischer Architekt

### Balyk
- Balykina, Julija (* 1984), belarussische Sprinterin

### Balys
- Balys, Jonas (1909–2011), litauischer Ethnologe, Folklorist und Professor

### Balyu
- Balyu, Félix (1891–1971), belgischer Fußballspieler
- Balyuzi, Hasan (1908–1980), iranischer Bahai, einer der zwölf Hände der Sache Gottes

### Balyz
- Balyzkyj, Jewhen (* 1969), Verwalter der von Russland annektierten Teile der ukrainischen Oblast SaporischschjaJewhen Balyzkyj (* 1969)

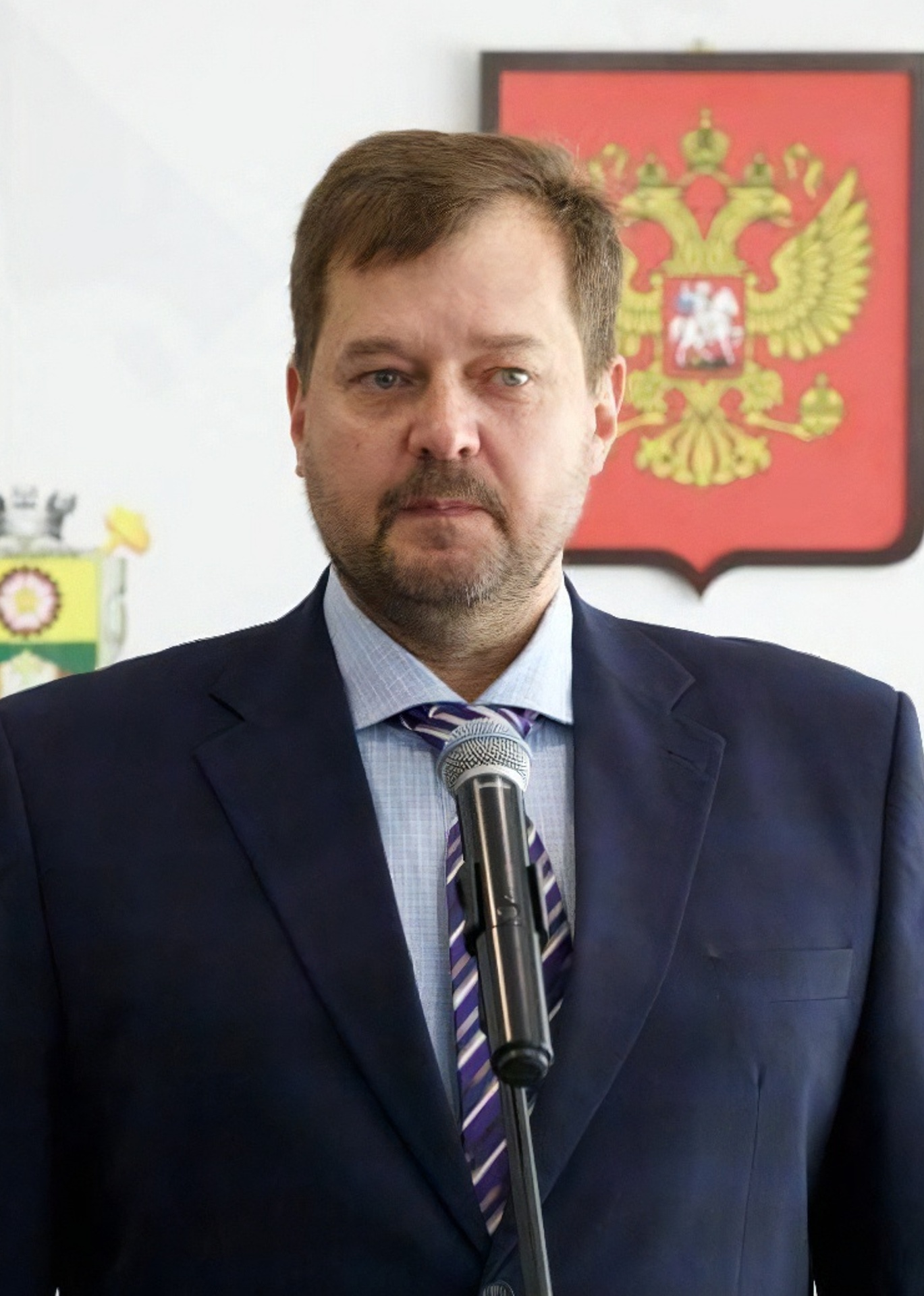
Jewhen Balyzkyj (* 1969)

- Balyzkyj, Wsewolod (1892–1937), ukrainisch-sowjetischer Revolutionär, Politiker und Geheimdienstchef